# Барабаш Олександр Леонідович
Олекса́ндр Леоні́дович Бараба́ш (1 березня 1955) — народний депутат України 1-го скликання.

## Життєпис
Народився 1 березня 1955 року, в селищі Коунрад, Карагандинська область, Казахська РСР, в сім'ї службовців, українець, освіта вища, інженер-хімік-технолог, Дніпропетровський хіміко-технологічний інститут ім. Ф. Е. Дзержинського.
1972 — студент Дніпропетровського хіміко-технологічного інституту.
1977 — інженер-технолог, старший інженер-технолог Івано-Франківського пусконалагоджувального тресту «Оргхім».
1981 — інженер-технолог, начальник технологічного бюро, заступник головного технолога Південного радіозаводу м. Жовті Води.
1986 — брав участь у ліквідації наслідків аварії на Чорнобильській АЕС, офіцер хімік.
1987 — начальник технологічного бюро цеху друкованих плат «Южный радиозавод» в місті Жовті Води.
1992—1994 — президент Спілки орендарів та підприємців України.
Висунутий кандидатом в народні депутати трудовими колективами Південного радіозаводу, приладового заводу «Електрон» та Українського філіалу Всесоюзного науково-дослідного проектного інституту промтехнології.
18 березня 1990 року обраний народним депутатом України, 2-й тур 52.63 % голосів, 4 претенденти.
Входив до Народної Ради.
- Дніпропетровська область
- Жовтоводський виборчий округ № 87
- Дата прийняття депутатських повноважень: 15 травня 1990 року.
- Дата припинення депутатських повноважень: 10 травня 1994 року.

Секретар Комісії ВР України з питань економічної реформи і управління народним господарством.
Кандидат в народні депутати України, Верховної Ради XIII скликання висунутий виборцями 2-й тур — 49.39 % голосів 1-ше місце з 6-ти претендентів.
1995—1997 віце-президент асоціації Народних депутатів минулих скликань.
Одружений, має двох дочок.

## Відзнаки та нагороди
- Орден «За заслуги» I ст. (16 липня 2020) — за значний особистий внесок у справу державотворення, побудову незалежності Української держави, активну громадсько-політичну діяльність та з нагоди 30-річчя проголошення Декларації про державний суверенітет України[3]
- Орден «За заслуги» II ст. (23 серпня 2011) — за значний особистий внесок у становлення незалежності України, утвердження її суверенітету та міжнародного авторитету, заслуги у державотворчій, соціально-економічній, науково-технічній, культурно-освітній діяльності, сумлінне та бездоганне служіння Українському народові[4]
- Орден «За заслуги» III ст. (15 серпня 1997) — за особисті заслуги у розвитку української державності, активну законотворчу роботу та з нагоди шостої річниці незалежності України[5]
- Відзнака Президента України — ювілейна медаль «25 років незалежності України» (19 серпня 2016) — за значні особисті заслуги у становленні незалежної України, утвердженні її суверенітету та зміцненні міжнародного авторитету, вагомий внесок у державне будівництво, соціально-економічний, культурно-освітній розвиток, активну громадсько-політичну діяльність, сумлінне та бездоганне служіння Українському народу[6]